# Џиновска златна кртица
Џиновска златна кртица (лат. Chrysospalax trevelyani) је ситни сисар из реда Afrosoricida и фамилије Chrysochloridae. Џиновска златна кртица је ендемит области Источни Кејп у Јужноафричкој Републици.

## Угроженост
Ова врста се сматра угроженом.

## Станиште
Станишта џиновске златне кртице су шуме и травна вегетација. 